# Parker (Texas)
Parker es una ciudad ubicada en el condado de Collin en el estado estadounidense de Texas. En el Censo de 2010 tenía una población de 3.811 habitantes y una densidad poblacional de 185,25 personas por km².

## Geografía
Parker se encuentra ubicada en las coordenadas 33°3′48″N 96°37′33″O / 33.06333, -96.62583. Según la Oficina del Censo de los Estados Unidos, Parker tiene una superficie total de 20.57 km², de la cual 20.49 km² corresponden a tierra firme y (0.39%) 0.08 km² es agua.

## Demografía
Según el censo de 2010, había 3.811 personas residiendo en Parker. La densidad de población era de 185,25 hab./km². De los 3.811 habitantes, Parker estaba compuesto por el 81.53% blancos, el 3.02% eran afroamericanos, el 0.76% eran amerindios, el 7.9% eran asiáticos, el 0.03% eran isleños del Pacífico, el 3.75% eran de otras razas y el 3.02% pertenecían a dos o más razas. Del total de la población el 10.81% eran hispanos o latinos de cualquier raza.